# Gustav Ernst Heimbach
Gustav Ernst Heimbach (* 15. November 1810 in Leipzig; † 24. Januar 1851 ebenda) war ein deutscher Jurist.

## Leben
Heimbach besuchte die Thomasschule zu Leipzig. Nach dem Abitur studierte er Rechtswissenschaften an der Universität Leipzig und wurde zum  Dr. iur. promoviert. 1840 ernannte man ihn zum außerordentlichen Professor. Sein Bruder ist der Rechtsgelehrte Karl Wilhelm Ernst Heimbach.

## Werke
- Über Ulpians Fragmente (1834)
- Die Lehre von der Frucht (1843)
- Die Lehre von dem Creditum (1849)
- Manuale legum sive hexabiblos (1851)
- Anekdota zur byzantinischen Gesetzgebung
- Authenticum novellarum constitutionum Iustiniani versio Vulgata